# Municipio de Springettsbury
El municipio de Springettsbury (en inglés: Springettsbury Township) es un municipio ubicado en el condado de York en el estado estadounidense de Pensilvania. En el año 2000 tenía una población de 23,883 habitantes y una densidad poblacional de 550 personas por km².

## Geografía
El municipio de Springettsbury se encuentra ubicado en las coordenadas 40°01′00″N 76°40′59″O / 40.01667, -76.68306.

## Demografía
Según la Oficina del Censo en 2000 los ingresos medios por hogar en la localidad eran de $49,176 y los ingresos medios por familia eran $58,502. Los hombres tenían unos ingresos medios de $40,692 frente a los $27,175 para las mujeres. La renta per cápita para la localidad era de $24,608. Alrededor del 4,5% de la población estaban por debajo del umbral de pobreza.